# Braszewicze
Braszewicze (bia. Брашэвічы) – wieś na Białorusi w obwód brzeskim, w rejonie drohiczyńskim. W okresie międzywojennym wieś była siedzibą gminy Braszewicze, w powiecie drohickim, w województwie poleskim. W 2019 roku wieś liczyła 696 mieszkańców.